# Прити Реклес
„Прити Реклес“ (на английски: The Pretty Reckless) е американска рок група от Ню Йорк, сформирана през 2009 г. Членовете на групата са Тейлър Момсън (основни вокали, ритъм китара), Бен Филипс (първа китара, беквокали), Марк Деймън (бас китара) и Джейми Пъркинс (барабани).
Групата издава дебютния си албум Light Me Up през август 2010 г. Албумът съдържа 3 умерено успешни сингъла, най – забележителен от тях е Make Me Wanna Die. В началото на 2012 г. бандата издава EP, носещо името Hit Me Like a Man EP. През март 2014 г. е издаден вторият им студиен албум – Going to Hell. Синглите Heaven Knows и Messed Up World от този албум достигат до върха на рок класациите в САЩ и Великобритания. На 21 октомври 2016 г. е издаден третият студиен албум на групата – Who You Selling For. Сингълът Take Me Down от този албум е четвъртият им сингъл, оглавил рок класацията в САЩ.

## История

### 2009 – 2012: Формиране,The Pretty Reckless EPиLight Me Up
В продължение на 2 години китаристката и актриса Тейлър Момсън работи с няколко продуценти преди да срещне Като Кандуала (1970/1971 – 2018), който я запознава с Бен Филипс и тримата започват да пишат песни заедно. Трима неназовати музиканти са наети, за да формират бандата с Момсън. Първоначално групата се казва The Reckless, но впоследствие името е сменено, заради авторски права. Първият концерт на бандата е на 5 май 2009 г. в Ню Йорк. След 7 концерта съставът на групата се променя, като тя вече се състои от Момсън, Джо Секоло (китара), Мат Чиарели (бас китара) и Ник Карбоне (барабани). В този си състав бандата изнася първият си концерт на 3 юни 2009 г. В началото на 2009 г. те записват няколко демота и подгряват групата Вероникас по време на турнето им в Северна Америка. През 2010 г. Секоло, Чиарели и Карбоне напускат групата.
Групата се състои от Момсън (основни вокали, ритъм китара), Бен Филипс (водеща китара), Джейми Пъркинс (барабани) и Марк Деймън (бас китара).
В интервю за списание OK!, Момсън казва, че бандата е подписала с Interscope Records и че ще издадат дебютния си албум през 2010 г. Вокалистката казва, че Бийтълс, Оейсис и Нирвана са повлияли на групата и споменава, че Кърт Кобейн, Джоан Джет и Робърт Плант ѝ оказват лично влияние. Малко по-късно два нови записа на демо песни (He Loves You и Zombie) са качени в акаунта им в Myspace.
На 30 декември 2009 г. бандата пуска песента Make Me Wanna Die. Тя е предложена на феновете за безплатно сваляне за лимитирано време на техния сайт в Interscope Records. Песента е включена в саундтрака на филма Шут в г*за от 2010 г. Тя е първият сингъл на групата, издаден на 17 май 2010 г., като самият албум е обявен за август. Групата свири по време на целия Warped Tour 2010.
Първото EP на групата е издадено на 22 юни 2010 г. и получава смесени реакции. То съдържа 4 песни, 3 от които присъстват и в дебютния албум: Make Me Wanna Die, My Medicine и Goin' Down. Първият сингъл Make Me Wanna Die е издаден на 17 май 2010 г. Целият албум е издаден на 31 август 2010 г.
Miss Nothing е вторият сингъл от албума Light Me Up. Той е излъчен ексклузивно по британското радио BBC RADIO 1 на 22 юли 2010 г. Бандата го обявява за следващия сингъл във Великобритания след шоу на Warped Tour. Видеото към песента е издадено на 20 юли.
Evanescence Tour е третото световно турне на американската рок банда Еванесънс. Прити Реклес са подгряващата им група. Те също подгряват на Гънс енд Роузис по време на турнето им Chinese Democracy Tour от 2011 г.
През 2012 г. от албума Light Me Up са издадени два сингъла – You и My Medicine.

### 2012 – 2014:Hit Me Like a Man EP, търговски успех сGoing to Hell
Турнето The Medicine Tour е второто им концертно турне към дебютния им албум Light Me Up от 2010 г. и към тяхното EP Hit Me Like a Man EP, издадено на 6 март 2012 г. EP-то съдържа 3 нови песни, както и изпълнения на живо на 2 песни от Light Me Up.
На 30 май 2013 г. бандата пуска трейлър на втория им студиен албум – Going to Hell, който е предвиден за издаване по-късно същата година. На 17 юни 2013 г.е издадена песента Follow Me Down, а на 1 юли и песента Burn, като и двете песни са включени в албума Going to Hell.
Песента Going to Hell е издадена на 19 септември 2013 г. В същия ден групата обявява, че са подписали договор с издателската компания Razor & Tie. На 20 септември групата тръгва на турне, с името Going to Hell Tour, в подкрепа на втория им албум. На 19 ноември 2013 г. е издадена песента Heaven Knows.
Албумът Going to Hell е издаден на 18 март 2014 г. Това е албумът с най – големи седмични продажби на групата – той достига № 5 в САЩ с над 35 000 продадени копия в първата седмица.
След като синглите Heaven Knows и Messed Up World (F'd Up World оглавяват рок класацията в САЩ, групата става втората с жена вокалист с 2 поредни сингъла № 1, след групата The Pretenders.

### 2016 – 2019:Who You Selling For
В началото на септември 2015 г. Момсън потвърждава, че бандата работи върху нов албум. Писането на албума започнало малко след края на двугодишното турне Going to Hell Tour.
Водещият сингъл от албума, Take Me Down е издаден на 15 юли 2016 г. и става четвътият им сингъл № 1 в рок класациите в САЩ. Третият студиен албум на групата – Who You Selling For е издаден на 21 октомври 2016 г. Едноименното турне към албума започва на 20 октомври. Вторият сингъл от албума – Oh My God е издаден на 8 февруари 2017 г. По време на турнето, бандата подгрява на групата Саундгардън в последното изпълнение на живо на вокалиста им Крис Корнел преди самоубийството му. Третият сингъл от албума – Back to the River е издаден на 13 юни 2017 г.

### 2020-настояще:Death by Rock and Roll
През ноември 2019 Момсън обявява, че бандата работи върху четвътия им студиен албум заедно с Мат Камерън от Пърл Джем и Саундгардън. През февруари 2020 г. Момсън обявява, че албумът е завършен и че името му е Death by Rock and Roll. Албумът ще бъде издаден на 12 февруари 2021 г. През май 2020 г. бандата подписва договор с Fearless Records. Водещият сингъл от албума е издаден на 15 май 2020 г. Турнето към албума ще започне през септември 2020 г., след като е било отложено от май 2020 г. заради пандемията от коронавирус. Прити Реклес стават първата банда с жена вокалист с 5 сингъла № 1, след като Death by Rock and Roll оглавява рок класациите в САЩ. Групата издава песента „Broomsticks“, по случай Хелоуин в края на окромври. На 13 ноември издават „25“ – следващата песен от албума Death by Rock and Roll.

## Дискография

### Студийни албуми
- Light Me Up (2010)
- Going to Hell (2014)
- Who You Selling For (2016)
- Death by Rock and Roll (2021)

## Турнета
- Light Me Up Tour
- The Medicine Tour
- Част от Warped Tour 2010
- Going to Hell Tour
- Who You Selling For Tour